# Arnold Weber
Arnold Weber (* 27. November 1894 in Bern; † 7. Mai 1976 ebenda) war ein Schweizer Psychoanalytiker und Kinderpsychiater.

## Leben
Weber war Oberarzt an der Kantonalen Psychiatrischen Klinik Waldau. Er ist neben Jakob Lutz aus Zürich einer der ersten Kinderpsychiater der Schweiz. Er baute in Bern die Kinderpsychiatrische Beobachtungsstation Neuhaus auf, wo er bis 1961 tätig war. Zusammen mit Hans Hegg begründete er die städtische Erziehungsberatung und den ambulanten Jugendpsychiatrischen Dienst.
Weber war ab 1938 Privatdozent und ab 1955 ausserordentlicher Professor an der Universität Bern, wo er die ersten Vorlesungen über Kinderpsychiatrie hielt.

## Schriften (Auswahl)
- Ueber die Einwirkung kurzer, intensiver Muskelarbeit auf die Harnabsonderung. Dissertation, Universität Bern, 1928.
- Über nihilistischen Wahn und Depersonalisation: Aus der psychiatrischen Universitätsklinik Waldau-Bern (= Abhandlungen aus der Neurologie, Psychiatrie, Psychologie und ihren Grenzgebieten. H. 84). Karger, Basel 1938.